# Harzgerode
Harzgerode este un oraș din landul Saxonia-Anhalt, Germania.